# 馬塞拉 (阿肯色州)
馬塞拉（英語：Marcella）是位於美國阿肯色州斯通縣的一個非建制地區。該地的面積和人口皆未知。

## 地理
馬塞拉的座標為35°47′17″N 91°53′02″W / 35.78806°N 91.88389°W，而該地的平均海拔高度為127米（即417英尺）。